# ワークアラウンド
ワークアラウンドとは、コンピューターにおいてシステム上で問題が発生した際の応急措置のこと。

## 概要
ワークアラウンドは一時しのぎに過ぎないので後々抜本的な対策が必要である。
状況によってはワークアラウンドが原因でシステムに不具合が生じることがある。たとえば、プログラミングで施されるワークアラウンドには、ライブラリで不整合値が検知された際に(戻り値が規定外の場合など)、それを回避するものがある。ライブラリが修復されれば正常な値が返ってくるようになるが、ワークアラウンドでは本来は異常である値の方を正常な値として扱い、本来正常である値の方を異常な値として扱うので、ワークアラウンドが元でシステムに障害が発生することがある。ワークアラウンドを行った際に、何を変更したかを記録しておくと、後々根本的対策を施す際に都合が良い。
ワークアラウンドをヒントによりよいシステムを構築できたという事例もある。